# Дахов, Иван Григорьевич
Ива́н Григо́рьевич Да́хов (род. 15 января 1939, село Правороть, Прохоровский район, Белгородская область, РСФСР, СССР) — российский государственный деятель, аудитор Счётной палаты Российской Федерации (1997—2003), председатель Союза МКСО РФ (2006—2010), председатель Совета ветеранов Счетной палаты Российской Федерации. Доктор экономических наук.

## Биография

### Детство и юность
Родился 15 января 1939 года в селе Правороть Прохоровский района Белгородской области.
В 1957 году окончил Курский железнодорожный техникум.

### Карьера
В 1957—1962 после техникума работает помощником машиниста, машинистом паровоза и тепловоза локомотивного депо Узловая Тульской области.
Далее в 1962—1963 — локомотивный диспетчер Белгородского отделения Южной железной дороги, затем помощник машиниста и машинист электровоза в 1963—1964.
В 1964 году заканчивает Всесоюзный заочный институт инженеров железнодорожного транспорта, становясь старшим инженером-технологом, заместителем начальника локомотивного депо по ремонту станции Белгород до 1970.
Вскоре Иван Григорьевич начинает партийную работу. В 1970—1973 — инструктор организационного отдела, заведующий отделом организационно-партийной работы Белгородского горкома КПСС. Заочно заканчивает Высшую партийную школу при ЦК КПСС в 1973 и становится первым секретарем Свердловского райкома КПСС в Белгороде. В этой должности работает 3 года пока не переходит заведующим отделом организационно-партийной работы в Белгородском обкоме КПСС. После — инструктор отдела организационно-партийной работы ЦК КПСС до 1983.
Далее занимает ответственные должности в системе Центросоюза СССР: заместитель председателя правления Центросоюза СССР — начальник Главного управления кооперативного строительства, кадров, науки, учебных заведений и социального развития до 1991 года, а в 1991—1992 годах — председатель Совета Центросоюза (Центрального Союза потребительских обществ) СССР.
В 1992—1994 годах — заместитель председателя Международного совета потребительской кооперации (Межкоопсовет).
В 1994 году начинает работу в Аппарате Совета Федерации Федерального Собрания Российской Федерации заведующим Организационным отделом. Через два года становится заместителем начальника Управления по организации работы Совета Федерации и взаимосвязи с органами государственной власти субъектов Федерации — начальником отдела организационного обеспечения работы Совета Федерации аппарата Совета Федерации (до 1997).
В 1996 году участвовал в создании Региональной общественной организации «Белгородское землячество — „Белогорье“», объединение проживающих в Москве белгородцев.
В течение 1997—1998 годов Дахов окончил Академию народного хозяйства при Правительстве РФ (профессиональная переподготовка по специальности «финансы и право») — кандидат экономических наук, доцент.
4 июля 1997 г. Советом Федерации был назначен на должность аудитора Счетной палаты Российской Федерации. Занимался вопросами контроля расходов федерального бюджетана сельское хозяйство и рыболовство, охрану окружающей среды и природных ресурсов, гидрометеорологии, картографию и геодезию.
Исполнял свои обязанности шесть лет до июля 2003 года. Стал председателем Совета ветеранов Счетной палаты Российской Федерации, советником Председателя Счетной палаты Сергея Степашина.
22 декабря 1999 года избран президентом и председателем правления РОО Белгородского землячества «Белогорье».
С 2006 по 2010 год возглавлял Союз МКСО (Союз муниципальных контрольно-счетных органов) и был членом президиума Ассоциации контрольно-счетных органов Российской Федерации.
C декабря 2010 г. профессор кафедры «Экономика и управление народным хозяйством» Современной гуманитарной академии.
Сложил с себя полномочия президента Белгородского землячества 23 апреля 2012 года после 13 лет работы.

## Личная жизнь
Женат, имеет дочь.
Владеет немецким языком. Издал четыре книги. Среди них — «О развитии кооперативов в современной России» и «Основы противодействия коррупции».

## Награды и премии
Награждён орденом и 5 медалями,
- Почётная грамота Президиума Верховного Совета РСФСР;
- Почётная грамота Совета Федерации РФ;
- Знак «Почётный железнодорожник»;
- Знак «Почетный работник Счетной палаты РФ»;
- Орден «Знак Почёта»;
- Орден Дружбы;
- Почётная грамота губернатора Белгородской области Евгения Савченко (2012);
- Почётная грамота Белгородской областной Думы (2012).

## Классный чин
- Действительный государственный советник Российской Федерации 3 класса[10].